# Тюльпановое поле
Тюльпановое поле — памятник природы регионального значения, созданный с целью сохранения уникального природного комплекса — места произрастания ценных, малочисленных, редких и исчезающих видов растений, в том числе тюльпана Геснера (Шренка), занесённого в Красную книгу Волгоградской области. Расположен на территории Суровикинского муниципального района Волгоградской области между хутором Сысоевский и Суровикино.

## Описание
Памятник природы учреждён постановлением Главы Администрации Волгоградской области от 25.08.2009 № 993 «Об объявлении территорий в границах Дубовского, Клетского, Старополтавского, Суровикинского муниципальных районов Волгоградской области памятниками природы регионального значения». Расположен к северо-востоку от хутора Сысоевский. Площадь ООПТ — 30 га. Физико-географический регион: Восточно-Европейская равнина, Донская возвышенность, Чирско-Донской район, подрайон юго-западных склонов. Природная зона — степная, подзона — сухих степей на каштановых почвах. Ландшафт Чирско-Донской низменный слабонаклонный плоский овражно-балочный. Почвенный покров представлен каштановыми тяжелосуглинистыми почвами, нередко солончаковыми в комплексе с солонцами каштановыми средними и глубокими солончаковатыми суглинками до 10-25 % и 25-50 %. Коренные породы — пески, песчаники, глины и опоки палеогена, частично перекрытые лёссовыми породами. Гидрологическая сеть — отсутствует. Преобладающий тип растительных сообществ — ксерофильные. На территории памятника природы встречается Тюльпан Геснера (категория статуса редкости на территории Волгоградской области 2б; региональный критерий редкости А; категория статуса редкости по Красной книге Российской Федерации 2).